# Circuito de Lasarte
El Circuito de Lasarte fue un circuito de carreras con una longitud de 18 km y 315 m donde durante las décadas de 1920 y 1930 se disputaron en Lasarte-Oria (Guipúzcoa) España, competiciones de automovilismo. El Circuito de Lasarte fue sede del Gran Premio de España en 10 ocasiones, interrumpiéndose para siempre la realización de estas competiciones en Lasarte-Oria por la guerra civil española. Atravesaba entre otras poblaciones la propia Lasarte-Oria, Andoáin, Urnieta y Hernani. La meta, la tribuna principal y los boxes se encontraban entre Lasarte y Oria, por aquel entonces núcleos todavía separados. Parte del antiguo circuito situado en Lasarte-Oria recibe actualmente el nombre del Paseo del circuito (Zirkuito Ibilbidea) y otra calle cercana se denomina Calle Tribunas (Tribunak Kalea) en recuerdo de las antiguas tribunas del circuito ya desaparecidas.